# 10 Mile Beach
10 Mile Beach är en strand i Australien. Den ligger i delstaten Western Australia, cirka 300 kilometer norr om delstatshuvudstaden Perth.
Området runt 10 Mile Beach består till största delen av jordbruksmark. Det bor väldigt få människor i området som är nära på obefolkat, med mindre än två invånare per kvadratkilometer. Den genomsnittliga årsnederbörden är 433 millimeter. Månaden med mest nederbörd är juli, med ett genomsnitt på 75 mm, den torraste månaden är februari, med endast 3 mm nederbörd.